# Francisco Martins Rodrigues
Francisco Martins Rodrigues (Moura, 14 de Novembro de 1927 — Lisboa, 22 de abril de 2008) foi um político português da esquerda e fundador do PCP(R) e da UDP. Lutador fervoroso contra o fascismo, foi preso pela PIDE cinco vezes e sujeito a tortura, totalizando doze anos de cárcere durante o Estado Novo. 

## Biografia
Filho de um Oficial do Exército expulso por ser oposicionista ao governo, Francisco Martins iniciou o seu percurso político em 1949 no Movimento de Unidade Democrática (MUD), após a deslocação da família para Lisboa, onde estuda até ao 6.º ano do liceu e trabalha, primeiro numa livraria e depois como aprendiz de mecânico na TAP.
Casa com Maria Fernanda Ferreira Alves, em 1954, tendo dois filhos, Pedro e Miguel. Separam-se em 1966, aquando a prisão pela morte de um informante. Já em democracia, casa com Ana Barradas, no domícilio da qual viria a falecer, vítima de cancro intracraniano.

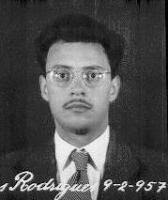
Francisco Martins Rodrigues após ser capturado pela PIDE (1957)

## Actividade opositora, primeiras detenções e incorporação ao PCP

### Primeiras detenções
É preso pela primeira vez, durante três meses, em 1951 por se manifestar contra a NATO, o que provoca o seu despedimento. Sucessivamente detido em pouco tempo, abandona a casa dos pais, passando a viver na semi-clandestinidade até 1953, quando adere como funcionário no Partido Comunista Português (PCP).
Em 1956 começa a questionar a linha do PCUS, após o XX Congresso, nomeadamente a chamada 'coexistência pacífica'. No ano seguinte, é detido novamente, pela quarta vez, e é conduzido à prisão de Peniche onde estuda e começa a elaborar textos teóricos marxistas. Lá conhece dirigentes como Álvaro Cunhal, Francisco Miguel Duarte e Jaime Serra.

### Fuga de Peniche
A 3 de Janeiro de 1960, participou na célebre "Fuga de Peniche", juntamente com Álvaro Cunhal, Joaquim Gomes, Francisco Miguel, Pedro Soares, Jaime Serra, Guilherme da Costa Carvalho, José Carlos, Rogério de Carvalho e Carlos Costa. Os chamados "Dez de Peniche" protagonizaram um episódio lendário na história da resistência antifascista portuguesa, que reforça o PCP na luta contra o salazarismo.
Na rua, voltou à militância numa tipografia clandestina em Carnide, perto de Lisboa. Em 1961, incorporou-se ao Comité Local do partido em Lisboa, além de membro suplente do Comité Central. Em 1962, fez parte da Comissão Executiva, encarregando-se do trabalho político relativo à margem sul e arredores da capital do país.

## Ruptura com o PCP, prisão, torturas e 25 de Abril

### Progressiva dissidência
Apoiante da extrema-esquerda, após a sua saída da direcção do Partido Comunista Português em 1963, tornou-se inimigo da teoria cunhalista do 'levantamento nacional', e defensor da independência de classe na luta contra a ditadura, considerando que o PCP "havia traído o seu carácter revolucionário", sendo então expulso do PCP em 1964. Radica-se então em Paris, onde formara uma nova organização, a Frente de Acção Popular (FAP).
A ruptura com o Partido Comunista Português veio antecedida de discrepâncias com a linha do partido face à guerra colonial, após ter escrito um manifesto, a pedido do Comité Central, que o secretário-geral considerou "muito vermelhusco" e alheio ao "espírito do partido", e por isso censurado. Martins apoiava no documento a insurreição popular armada como via para a oposição à política colonial da ditadura portuguesa, em apoio aos povos africanos que enfrentavam o colonialismo português naqueles anos.
Seguem-se diferenças sobre a política da URSS, que cristalizam numa viagem a Moscovo em que o Comité Central do exterior resolve destitui-lo do posto na Comissão Executiva. Francisco Martins é proposto como secretário de Álvaro Cunhal, mas recusa a proposta.
Foi então enviado para Paris, incorporando-se à organização do partido na capital francesa. Faz críticas à posição em assuntos como a guerra colonial, a passagem pacífica ao socialismo ou a revolução democrática e nacional.

### A ruptura e a criação do CMLP e da FAP
Lidera a primeira ruptura do PCP, no contexto do conflito sino-soviético. O seu abandono do partido levá-lo-á a ser o mais importante ideólogo de extrema-esquerda nacional, participando na criação do Comité Marxista-Leninista Português e da Frente de Acção Popular em 1964, em Paris, apoiado pelo médico João Pulido Valente e por Rui d'Espiney. Nesse mesmo ano, visita a China Maoísta e a Albânia de Hoxha. Voltou em 1965 para fazer trabalho político no CMLP.  Em Novembro desse ano, a identificação de um colaborador da polícia política no interior da organização, Mário Mateus, acaba com a execução do infiltrado. Acção reivindicada pela FAP, realizada pela mão do próprio Francisco e outro membro, tal como viria a ser relatado pelo próprio. Francisco Martins é preso pela PIDE, sofrendo torturas violentas, juntamente com os dois outros criadores do CMLP e da FAP.

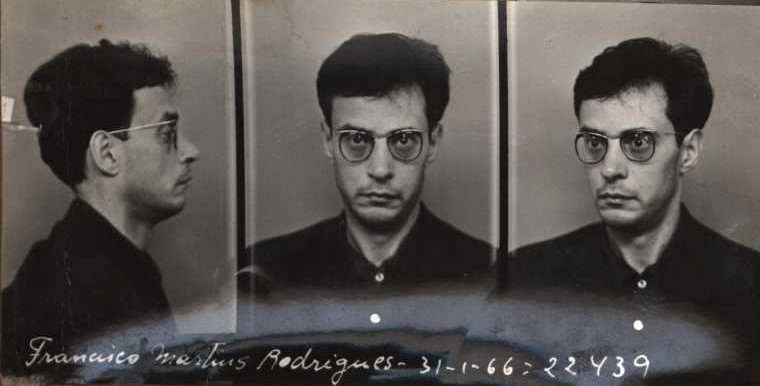
Francisco Martins Rodrigues depois de ter sido novamente capturado pela PIDE, no seguimento das ações da FAP e da CMLP (1966)

Martins é condenado a 20 anos de prisão, Pulido Valente a 12 e Rui d'Espiney a 15. Só dois dias depois do 25 de Abril de 1974 foi solto, junto com Rui d'Espinay e Filipe Viegas Aleixo, a despeito da oposição veemente do general Spínola.

## Fundação da UDP

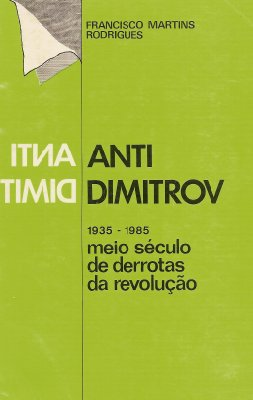
Capa da primeira edição de Anti-Dimitrov. 1935-1985 meio século de derrotas da revolução

Após a Revolução dos Cravos participou na fundação do PCR (Partido Comunista Reconstruído) e da UDP, organização de massas que atingiu uma importante influência em sectores à esquerda do PCP. Em 1983 abandona ambas as organizações, considerando que caíram nos mesmos desvios atribuídos ao PCP.
Nessa altura, Francisco Martins é já considerado um dos maiores teóricos do marxismo português. Caracteriza o 25 de Abril como sendo uma "crise revolucionária" e atribui a derrota final às fraquezas estruturais das organizações revolucionárias junto ao "reformismo" do PCP, plasmado na sua proposta de "unidade dos portugueses honrados" num "levantamento nacional".
Quanto às organizações à esquerda do PCP, Martins considera que elas não fizeram a necessária ruptura com uma União Soviética que, para ele, não representava um projeto socialista. Daí para a frente, os escritos de Francisco Martins vincarão essa necessidade, marcando a orientação interclassista proposta por Georgi Dimitrov em 1935 como ponto de ruptura com a tradição bolchevique da independência da classe em relação à pequena burguesia. A sua obra Anti-Dimitrov. 1935-1985 meio século de derrotas da revolução recolhe o seu pensamento em relação ao que considera uma deriva reformista no conjunto dos partidos comunistas a partir da década de trinta.

## Revista comunista Política Operária
Em 1984 tornou-se o fundador da Organização Comunista Política Operária e director da revista do mesmo nome, que continua a publicar-se na actualidade.
Foi um dos promotores das Edições Dinossauro.
Na última década da sua longa vida de luta revolucionária, estreitou laços de solidariedade com o movimento independentista galego, participando habitualmente nas manifestações do Dia da Pátria Galega (25 de Julho), nas Jornadas Independentistas Galegas organizadas pela organização comunista galega Primeira Linha e noutros eventos em apoio da autodeterminação da Galiza e das outras nações sem Estado da Península Ibérica (País Basco e Catalunha).
Faleceu em 2008, aos 81 anos, após uma grave doença. Foi cremado no Cemitério do Alto de São João, em Lisboa, a 23 de Abril. Publicado postumamente, o seu livro Os anos do silêncio contém notas autobiográficas, uma descrição das práticas de tortura do sono a que foi submetido e a sua defesa num julgamento de 1970.

## Obras
- 1985 - AntiDimitrov. 1935-1985, meio século de derrotas da revolução. Obra teórica que analisa a evolução do movimento comunista internacional durante o século XX, a partir do 7º Congresso da Internacional Comunista em que Georgi Dimitrov propôs a incorporação dos partidos comunistas a plataformas conjuntas com a social-democracia. Para o autor, essa orientação rompe com o princípio leninista da independência de classe e marca o inevitável declínio do movimento revolucionário, pois, como afirma a sentença marxista, "se a classe operária não puder contar consigo própria, não poderá contar com mais ninguém".
- 1988 - A revolução cultural e o fim do maoísmo. Artigo publicado no número correspondente a Janeiro/Fevereiro da revista comunista Política Operária, e reeditado como caderno separado de 40 páginas em 2005. Nele, Francisco Martins analisa a divisão sino-soviética e a influência no movimento comunista internacional, bem como o alcance histórico do maoísmo e do modelo chinês, com uma exposição dos factos e significado da que ficou conhecida como Grande Revolução Cultural Proletária chinesa.
- 1994 - O futuro era agora. O movimento popular do 25 de Abril. Nesta obra, Francisco Martins recolhe meia centena de testemunhos de um outro 25 de Abril, "vivo, audacioso, criador, que não tem nada a ver com a caricatura que nos é servida em versão oficial e que a jovem geração com razão rejeita, porque lhe tresanda a hipocrisia paternalista".
- 1999 - Abril traído. Recolha de artigos previamente publicados em revistas de menor circulação, tem como objectivo declarado ir "contra a mistificação, hoje quase obrigatória, de que existiria um grande consenso nacional em torno do 25 de Abril". Como exemplo da falsidade de tal argumento, refere as importantes diferenças existentes quanto ao significado do movimento popular de 1974-75, em função das posições políticas de quem faz a análise.
- 2004 - O comunismo que aí vem. Conjunto de artigos publicados em revistas como a portuguesa Política Operária e a galega Abrente, entre os anos 1985 e 2004. Incorpora uma entrevista inédita realizada por Carlos Morais.
- 2008 - Os anos do silêncio (edição póstuma). Testemunho em primeira pessoa dos anos da ditadura e da repressão salazarista, junto a textos históricos recuperados. Martins narra a tortura do sono que lhe foi aplicada pela polícia política.
- 2008 - AntiDimitrov. 1935-1985, meio século de derrotas da revolução (edição póstuma). Reedição da obra de 1985, que incorpora às suas 'Notas sobre Staline', escritas posteriormente à publicação da primeira edição.
- 2009 - História de uma vida (edição póstuma). Autobiografia construída a partir de textos fragmentários previamente publicados ou ainda inéditos do próprio Francisco Martins.

### Obras disponíveis on-line
- Edição digital da obra O comunismo que aí vem, de Francisco Martins Rodrigues.
- A Revolução Cultural e o Fim do Maoísmo, publicado na Política Operária nº 13, Jan./Fev. 1988
- Artigo 'Ibéria', incluído no volume A Galiza do século XXI, em que Francisco Martins Rodrigues analisa o fenómeno independentista nas nações sem Estado da Península Ibérica.
- Carlos Morais entrevista Francisco Martins Rodrigues em 2004, no site da Primeira Linha.
- Uma entrevista a Francisco Martins Rodrigues, no blogue Caminhos da Memória.